# Saint-Dalmas-le-Selvage
Saint-Dalmas-le-Selvage település Franciaországban, Alpes-Maritimes megyében. Lakosainak száma 102 fő (2022. január 1.). Saint-Dalmas-le-Selvage Jausiers, Uvernet-Fours, Entraunes és Saint-Étienne-de-Tinée községekkel határos.

## Népesség
A település népessége az elmúlt években az alábbi módon változott:
| Lakosok száma | 152  | 121  | 114  | 133  | 123  | 122  | 118  | 108  | 105  | 102  |
|               | 1968 | 1982 | 1990 | 2006 | 2013 | 2015 | 2017 | 2019 | 2020 | 2022 |